# Tipula simulans
Tipula simulans är en tvåvingeart som beskrevs av Evgenyi Nikolayevich Savchenko 1966. Tipula simulans ingår i släktet Tipula och familjen storharkrankar. Inga underarter finns listade i Catalogue of Life.